# Pensamento único
Pensamento único é uma expressão cunhada pelo filósofo alemão Arthur Schopenhauer, em 1819 para definir o pensamento que se sustenta a si mesmo, constituindo uma unidade lógica independente, sem ter que se referir a outros componentes de um sistema de pensamento. Em 1964, Herbert Marcuse, filósofo Freudiano-Marxista e membro da corrente crítica denominada Escola de Frankfurt, descreveu um conceito similar que chamou de "pensamento unidimensional", dentro do contexto da crítica à ideologia da sociedade tecnológica avançada. Para Marcuse, este tipo de pensamento é resultante de "fechamento do universo do discurso" imposto pela classe política dominante e pelos meios de comunicação de massa. Mais recentemente, num sentido similar, o jornalista franco-espanhol Ignacio Ramonet cunhou o termo pensée unique para descrever a supremacia do neoliberalismo enquanto ideologia dominante na última década do século XX.